# Irénée-Yves Dessolle
Irénée-Yves Dessolle (on trouve aussi les formes Dessole, Desolle et de Solle), né le 19 mai 1744 à Auch (Gascogne) et mort le 31 décembre 1824 à Paris, est un homme d'Église, évêque puis archevêque.

## Biographie

### Famille
Irénée-Yves Dessolle, que l'on trouve écrit parfois sous les formes Dessole, Desolle et de Solle, est né le 19 mai 1744 à Auch (Gascogne). Il est le fils du sieur Jean Dessolle, docteur en droit et avocat de la ville d'Auch.

### Épiscopat
Il est sacré évêque de Digne le 11 juillet 1802, puis il fut nommé évêque de Chambéry et Genève par le pape Pie VII pour succéder à René des Monstiers qui vient de démissionner. Il doit cette nomination à la faveur de son neveu le général de division Jean Joseph Paul Auguste Dessolle. Avec l'érection de l'évêché de Chambéry en archevêché le 17 juillet 1817, il devient le premier archevêque de Chambéry. Il démissionne en novembre 1823, face au projet de restauration des évêchés de Tarentaise et de Maurienne qui aura lieu en 1824.
Dans l'ouvrage  de La Savoie de la Révolution à nos jours (1986), il est décrit comme « Malade et d'intelligence médiocre (...). Mais, non sans finesse et malice, il profita de ses propres faiblesses pour perdurer sur son trône, aussi bien lors du conflit entre Napoléon et Pie VII qu'en 1814-1815, durant le difficile retour de la Savoie à ses anciens princes (...). ».

## Distinction
- Chevalier de la Légion d'honneur (5 juillet 1804)[4]

## Armoiries
Les armes de Irénée-Yves Dessolle se blasonnent ainsi : « D'azur à l'aigle de gueules, au chef d'or chargé de trois étoiles de sable ». Son sceau est quant à lui « D'argent avec les initiales de ses prénoms et nom entrelacées de sable ».